# Wai Yong
Wai Kin Yong (* 7. November 1991) ist ein malaysischer Pokerspieler.
Yong hat sich mit Poker bei Live-Turnieren mehr als 12,5 Millionen US-Dollar erspielt. Er gewann 2016 und 2019 jeweils das Main Event der Triton Poker Series. Sein Vater ist der Geschäftsmann und Pokerspieler Richard Yong.

## Pokerkarriere

### Werdegang
Seine erste Geldplatzierung bei einem Live-Turnier erzielte Yong Anfang Juni 2011 in Macau. Anfang Oktober 2013 erreichte er beim Main Event der European Poker Tour in London die Geldränge und belegte den mit umgerechnet knapp 20.000 US-Dollar dotierten 44. Platz. Mitte Juni 2014 war er erstmals bei der Hauptturnierserie der World Series of Poker im Rio All-Suite Hotel and Casino am Las Vegas Strip erfolgreich und kam bei einem Turnier der Variante No Limit Hold’em ins Geld. Im September 2016 gewann Yong ein Turnier der von seinem Vater Richard gegründeten Triton Poker Series in Manila und sicherte sich eine Siegprämie von umgerechnet knapp 800.000 US-Dollar. Anfang November 2016 setzte er sich auch beim Main Event der Triton Series in Parañaque City durch und erhielt den Hauptpreis von umgerechnet mehr als 2 Millionen US-Dollar. Im August 2019 gewann Yong das Main Event der Triton Series in London und sicherte sich nach einem Deal mit Paul Phua sein bisher höchstes Preisgeld von umgerechnet mehr als 3 Millionen US-Dollar. Anschließend erreichte er auch beim Main Event in Short Deck den Finaltisch und erhielt als Zweiter umgerechnet mehr als 2,2 Millionen US-Dollar. Bei der partypoker Live Millions Super High Roller Series in Sotschi gewann Yong im März 2020 das fünfte Turnier mit einer Siegprämie von 800.000 US-Dollar. Im Mai 2023 belegte er im nordzyprischen Kyrenia beim Luxon Invitational, einem Einladungsturnier der Triton Series mit einem Buy-in von 210.000 US-Dollar, den mit 636.000 US-Dollar dotierten achten Platz. Bei der Turnierserie in London gewann der Malaysier im August 2023 bei einem Event in Short Deck seinen vierten Titel und erhielt den Hauptpreis von 350.000 US-Dollar.

### Preisgeldübersicht
| Jahr   | Preisgeld (in $) | Turniersiege |
| ------ | ---------------- | ------------ |
| 2011   | 11.769           | 0            |
| 2012   | 0                | 0            |
| 2013   | 117.371          | 0            |
| 2014   | 17.793           | 0            |
| 2015   | 0                | 0            |
| 2016   | 2.874.160        | 2            |
| 2017   | 286.512          | 0            |
| 2018   | 308.868          | 0            |
| 2019   | 6.421.262        | 1            |
| 2020   | 800.000          | 1            |
| 2021   | 0                | 0            |
| 2022   | 369.762          | 0            |
| 2023   | 1.380.600        | 1            |
| gesamt | 12.588.097       | 5            |

## Kontroversen
Yong wurde im Juli 2014 gemeinsam mit seinem Vater Richard Yong verhaftet, da ihnen das illegale Wetten auf Spiele der Fußball-Weltmeisterschaft 2014 vorgeworfen wurde.